# Heddle Nash
Heddle Nash   (Deptford, 14 de juny de 1894 - Londres, 14 d'agost de 1961) va ser un tenor líric anglès que va aparèixer a l'òpera i l'oratori. Va fer nombrosos enregistraments que encara estan disponibles en reedicions de CD.
La veu de Nash era de la classe tenor lleuger coneguda com a "tenore di grazia". El crític JB Steane es va referir a ell com "el tenor líric anglès per excel·lència, sense igual aleshores ni ara". Va aparèixer en papers de tenor en òperes de Mozart, Verdi, Wagner i Puccini, entre d'altres, al Royal Opera House, i el Festival Glyndebourne. La seva carrera operística va durar del 1924 al 1958.
Com a cantant de concerts, Nash va ser conegut per les seves actuacions a l'oratori i, en particular, pel paper principal d'Elgar's El somni de Gerontius, que va realitzar el primer enregistrament gramòfon de l'obra el 1945.

## Biografia
Primers anys
Nash va néixer al districte de Deptford, al sud de Londres, el 14 de juny de 1894, fill de William Nash, mestre d'obres, i de la seva dona, Harriet Emma, nascuda Carr. La família era musical i escoltar a casa un disc de gramòfon d'Enrico Caruso va provocar que Nash sol·licités una beca al "Blackheath Conservatoire of Music". Va ser acceptat, però una setmana després va esclatar la Primera Guerra Mundial. Nash es va unir a l'exèrcit, servint a França, Salonika, Egipte i Palestina.
La beca Blackheath es va mantenir oberta fins després de la guerra; Nash ho va agafar al seu retorn. Va tenir una mica d'experiència en el treball de concerts i oratoris, i després va acceptar una oferta per cantar amb les marionetes italianes de Podrecca i Feodora. Sense ser vist, situat a la fossa de l'orquestra dels teatres Scala i Coliseum, va cantar els papers de tenor en moltes òperes italianes mentre als escenaris els titelles imitaven l'acció. Després de la temporada de Londres, la companyia de marionetes va aconseguir un contracte per aparèixer a Nova York; Nash va anar amb ells. En tornar a Londres, un amic li va avançar els diners per estudiar a Milà amb Giuseppe Borgatti. El 7 d'abril de 1923 Nash es va casar amb Florence Emily Violet Pearce, filla d'un fabricant de rètols. Van tenir dos fills, John Dennis Heddle Nash (1926-1994), que es va convertir en baríton operístic, i David L Heddle Nash (n. 1930).
Mentre estudiava amb Borgatti, Nash va fer el seu debut operístic el 1924 al Teatre Carcano de Milà, quan va substituir un tenor indisposat en el paper d'Almaviva a Il barbiere di Siviglia de Rossini. Va ser un èxit notable. Després de cantar a Torí, Bolonya i Gènova, Nash va tornar a Anglaterra amb la seva dona el 1925. Havia desenvolupat un estil de cant italianitzat que li quedava: es deia d'ell que cantava tot com si fos de Verdi.
Operapera a Anglaterra
Al seu retorn a Londres, Nash va ser contractat per l'"Old Vic Company" sota la direcció de Lilian Baylis per cantar papers de tenor en anglès. La seva primera part per a la companyia va ser el duc de Rigoletto. El seu èxit va ser instantani. "The Musical Times" va dir d'Heddle Nash que va ser un plaer donar la benvinguda a una veu de tenor molt bonica, va elogiar la seva claredat de dicció i va predir que Nash seria un dels tenors lírics eminents del futur. Al Old Vic va aparèixer com a Tonio a La Fille du régiment, al paper principal de Faust, com a Pinkerton a Madama Butterfly i com a Tamino a La flauta màgica. Al final de la temporada d'Old Vic es va unir a la "British National Opera Company", fent una gira amb la companyia després d'una curta temporada a Londres. Entre els seus papers figuraven Almaviva, Fenton a Falstaff, Turiddu a Cavalleria rusticana, Roméo aRoméo et Juliette, Des Grieux a Manon Lescaut i David a Die Meistersinger von Nürnberg.
El 1929, Nash va debutar al Royal Opera House, Covent Garden com a Don Ottavio a Don Giovanni a la temporada internacional de la companyia. Va cantar papers principals de tenor en òperes italianes i franceses a Covent Garden fins a la Segona Guerra Mundial, inclosos Almaviva, Pinkerton, Faust, Roméo, Rodolfo a La bohème, Eisenstein a Die Fledermaus, Rinuccio a Gianni Schicchi i Pedrillo a Die Entführung aus dem Serail. El crític Alan Blyth va anomenar Nash el principal tenor líric britànic del segle XX i el va considerar "el càsting ideal per als herois de l'òpera romàntica francesa del segle XIX". Nash tenia un repertori de vint-i-quatre òperes i cantava amb fluïdesa. en anglès, francès, alemany i italià. Estava orgullós de ser el primer anglès a cantar David a Die Meistersinger en la temporada internacional a Covent Garden.
A la primera temporada de Glyndebourne, el 1934, Nash va interpretar a Basilio a Le nozze di Figaro a la representació inaugural, Pedrillo, i Ferrando a Così fan tutte. Va cantar aquests tres papers cada any fins al 1938, afegint Ottavio a Don Giovanni el 1937. El crític Richard Capell va escriure: "Amb prou feines un altre tenor de la seva època ha cantat Mozart amb tanta elegància i, al mateix temps, un efecte semblant al joglar d'espontaneïtat". The Dubarry el 1932 i Merrie England d'Edward German el 1945.
Durant la guerra, Nash va fer una gira amb la "Carl Rosa Opera Company", sovint cantant al costat de la soprano australiana Joan Hammond. Entre els seus papers figuraven Faust, Pinkerton i Rodolfo. Després de la reobertura del "Royal Opera House" després del tancament de la guerra, Nash va cantar Des Grieux i David. La seva última aparició a Covent Garden va ser a Die Meistersinger l'abril de 1948. Va continuar apareixent a l'escenari fins al juliol de 1958, quan va reprendre un paper de personatge que havia creat un any abans, el doctor Manette a A Tale of Two Cities al "Sadler's Wells", d'Arthur Benjamin. "The Musical Times" la va anomenar "una actuació d'allò més commovedora".
Oratori i carrera posterior
La carrera de Nash no es limitava a l'òpera; va oferir molts recitals de cançons, va fer retransmissions de ràdio i va actuar en concerts i produccions d'oratori a tota la Gran Bretanya. El 1931, va ser escollit per Sir Edward Elgar per cantar el paper principal a El somni de Gerontius, en una actuació dirigida pel mateix Elgar. En endavant, Nash es va relacionar estretament amb la part, cantant-la a tots els tres Three Choirs Festival del 1934 al 1950. El crític Sir Neville Cardus el considerava el màxim exponent de la part. Molts crítics consideren que l'enregistrament de Gerontius amb Malcolm Sargent de 1945 de Nash encara és insuperable.
Nash cantava regularment a El Messies i altres oratoris. El 1938 va ser un dels 16 cantants escollits per Ralph Vaughan Williams per interpretar la seva Serenata a la música, composta com a homenatge a Sir Henry Wood. El treball es va gravar poc després, amb els mateixos 16 cantants. Aquesta representació històrica es pot escoltar en reedicions de CD.
En els seus darrers anys, Nash va ser nomenat professor de cant al Royal College of Music. Va cantar en el seu últim Messies uns mesos abans de morir per càncer de pulmó el 14 d'agost de 1961. A la seva làpida del cementiri de Chislehurst hi ha esculpides les paraules inicials de la segona part del somni de Gerontius: "Em vaig anar a dormir i ara estic refrescat."

## Enregistraments
Molts dels enregistraments de Nash han estat reeditats en disc compacte. Va fer els seus primers enregistraments per a "Columbia Records" a finals dels anys vint i principis dels anys trenta. Aquests eren majoritàriament de títols operístics, incloses àries de La flauta màgica, Don Giovanni, Il barbiere di Siviglia, Friedárike de Lehár, Jeptha, L'elisir d'amore i Rigoletto', a més d'una sèrie de cançons i balades angleses. La seva gravació per Columbia de la serenata de 1932 de La jolie fille de Perth de Bizet, cantada en anglès, es va convertir en un best-seller, cosa que va fer que un tema musical poc conegut fos molt popular a la seva terra. El 1927, va participar en l'enregistrament de versions completes en anglès de Pagliacci de Leoncavallo i Cavalleria rusticana de Mascagni amb les forces de l'Òpera Nacional Britànica. El 1935 va gravar un acte IV complet de La bohème de Puccini dirigit per Beecham. Nash va ser el tenor del primer disc discogràfic de Beecham del Messies, publicat el 1953. La Gramòphon" va escriure: "Aquells que siguin capaços de recordar-lo com a tenor essencialment líric haurien de presentar el seu "Feu sonar una alarma" de Judes Maccabaeus, que res no és res si no és robust.